# Michael Folorunsho
Michael Ijemuan Folorunsho 7. únor 1998 Řím, Itálie) je italský fotbalový záložník, který hraje za italskou Neapol. Také je reprezentantem italského národního týmu

## Přestupy
- z Virtus Francavilla do Neapol za 1 000 000 Euro
- z Neapol do Verona za 200 000 Euro (hostování)

## Statistika

### Klubová
| Sezóna                       | Klub                         | Liga                         | Liga   | Liga | Ligové poháry | Ligové poháry | Ligové poháry | Kontinentální poháry | Kontinentální poháry | Kontinentální poháry | Celkem | Celkem |
| Sezóna                       | Klub                         | Soutěž                       | Zápasy | Góly | Soutěž        | Zápasy        | Góly          | Soutěž               | Zápasy               | Góly                 | Zápasy | Góly   |
| ---------------------------- | ---------------------------- | ---------------------------- | ------ | ---- | ------------- | ------------- | ------------- | -------------------- | -------------------- | -------------------- | ------ | ------ |
| 2017/18                      | Virtus Francavilla           | Serie C                      | 28     | 1    | IP            | 2             | 0             | -                    | 0                    | 0                    | 30     | 1      |
| 2018/19                      | Virtus Francavilla           | Serie C                      | 33     | 7    | IP            | 1             | 0             | -                    | 0                    | 0                    | 34     | 7      |
| Celkem za Virtus Francavilla | Celkem za Virtus Francavilla | Celkem za Virtus Francavilla | 61     | 8    | -             | 3             | 0             | -                    | 0                    | 0                    | 64     | 8      |
| 2019/20                      | Bari                         | Serie C                      | 12+1   | 0    | -             | 0             | 0             | -                    | 0                    | 0                    | 13     | 0      |
| 2020/21                      | Reggina                      | Serie B                      | 30     | 6    | IP            | 2             | 0             | -                    | 0                    | 0                    | 32     | 6      |
| 2021/22                      | Pordenone                    | Serie B                      | 16     | 2    | IP            | 1             | 1             | -                    | 0                    | 0                    | 17     | 3      |
| 2022                         | Reggina                      | Serie B                      | 15     | 2    | -             | 0             | 0             | -                    | 0                    | 0                    | 15     | 2      |
| Celkem za Regginu            | Celkem za Regginu            | Celkem za Regginu            | 45     | 8    | -             | 2             | 0             | -                    | 0                    | 0                    | 47     | 8      |
| 2022/23                      | Bari                         | Serie B                      | 27+3   | 8    | IP            | 2             | 1             | -                    | 0                    | 0                    | 32     | 9      |
| Celkem za Bari               | Celkem za Bari               | Celkem za Bari               | 43     | 8    | -             | 2             | 1             | -                    | 0                    | 0                    | 45     | 9      |
| 2023/24                      | Verona                       | Serie A                      | 34     | 5    | IP            | 0             | 0             | -                    | 0                    | 0                    | 34     | 5      |
| 2024/25                      | Neapol                       | Serie A                      | ?      | ?    | IP            | ?             | ?             | -                    | 0                    | 0                    | ?      | ?      |
| Celkově                      | Celkově                      | Celkově                      | 199    | 31   | -             | 8             | 2             | -                    | 0                    | 0                    | 207    | 33     |

### Reprezentační

#### Statistika na velkých turnajích
| Reprezentace | Rok     | Zápasy             | Zápasy | Zápasy  | Zápasy           | Zápasy           | Zápasy   |
| Reprezentace | Rok     | Fáze turnaje       | Datum  | Soupeř  | Odehraných minut | Vstřelené branky | Výsledek |
| ------------ | ------- | ------------------ | ------ | ------- | ---------------- | ---------------- | -------- |
| Itálie       | ME 2024 | 1 zápas ve skupině | 15. 6. | Albánie | 1                | 0                | 2:1      |

## Úspěchy

### Reprezentační
- 1× na ME (2024)